# Daarbuduq
Daarbuduq – miasto w północno-zachodniej Somalii, na terenie Somalilandu, w regionie Woqooyi Galbeed. Według danych na rok 2013 miasto liczyło 5 139 mieszkańców.